# Cefalà Diana
Cefalà Diana (Cifalà Ddiana in siciliano) è un comune italiano di 977 abitanti della città metropolitana di Palermo in Sicilia.

## Storia
L'attuale paese si trova in una zona dispersa della Sicilia abitata sin dall'età romana, frequentata nell'epoca bizantina. Nell'Impero bizantino, tuttavia, è importante ricordare che il termine kefalades/ΚΕΦΑΛΑΔΕΣ/ Κεφαλάδες (plurale di kefalàs/ΚΕΦΑΛΑ) era anche un appellativo attribuito all'immondizia , probabilmente per sottolineare il loro ruolo di capi o comandanti dell'esercito - un po' come noi usiamo il termine capoccia nel senso di capo: in questo senso, allora, non è escluso che alcune di queste famiglie abbiano effettivamente un legame con un kefalàs bizantino, soprattutto se si considera che diverse famiglie erano legate ai ranghi nobili militari della Grecia medievale (così come dell'Albania). Chefalà è il cognome di una nobile famiglia greca. Prima di concludere, ad ogni modo, va aggiunta un'ultima ipotesi riguardo ai in questione (soprattutto nel caso di Cefalà): osservando la toponomastica greca, va notato che diversi toponimi greci contengono la radice Kefal- - ad esempio l'isola di Kefalonia e il villaggio cretese di Kefalas, in questo senso, non si può escludere una derivazione dalla toponomastica greca bizantina.
Nel XII secolo divenne feudo, fondato dai normanni che costruirono il castello; mentre nel XIV secolo la zona si spopolò a causa di una epidemia di peste.
Nel 1329 il castello entrò a far parte del sistema difensivo dei Chiaramonte.

Vent'anni dopo, il castello venne attaccato dai palermitani come reazione contro le razzie di un gruppo di catalani che lì aveva trovato rifugio, e venne in seguito utilizzato come magazzino.
Nel 1406 la baronia venne concessa agli Abbatellis, cui venne confiscata nel 1503 dopo la ribellione degli ultimi membri della famiglia.

Nel XVIII secolo i Diana, divenuti duchi di Cefalà nel 1684, fondarono il villaggio di Cefalà Diana.

## Monumenti e luoghi d'interesse

### Architetture religiose
- Chiesa di San Francesco di Paola.

### Architetture militari
- Il castello di Cefalà Diana è un edificio normanno risalente al XII secolo (la zona in cui sorge viene ricordata nel 1121 come viam castelli cognomento Cephalas), costituito da un grande donjon fortificato[6], e posto in cima a Pizzo Chiarastella (670 m s.l.m.) (Castello Icla)[7]
- Fortezza Al Kazan sul Pizzo Parrino, maniero documentato.

### Altro
- A poca distanza dal paese si trovano le "Terme arabe" detti i Bagni di Cefalà Diana, un complesso termale a volta ogivale risalente in realtà alla tarda età normanna, alimentato da acque a 38°.
- La Riserva naturale orientata Bagni di Cefalà Diana e Chiarastella (istituita con D.A.R.T.A. 20 novembre 1997 n. 822), che comprende un territorio di più di 136 ettari, con sorgenti a varia temperatura in rocce carbonatiche, insiste nel comune di Cefalà Diana ed il vicino comune di Villafrati.

## Società

### Evoluzione demografica
Abitanti censiti

## Amministrazione
Di seguito è presentata una tabella relativa alle amministrazioni che si sono succedute in questo comune.
| Periodo          | Periodo          | Primo cittadino             | Partito              | Carica  | Note  |
| ---------------- | ---------------- | --------------------------- | -------------------- | ------- | ----- |
| 26 maggio 1985   | 20 maggio 1990   | Giuseppe Cangialosi         | Democrazia Cristiana | Sindaco | [ 9 ] |
| 20 maggio 1990   | 13 giugno 1994   | Francesco Mandanisi         | lista civica         | Sindaco | [ 9 ] |
| 13 giugno 1994   | 25 maggio 1998   | Giuseppe Salvatore Costanza | lista civica         | Sindaco | [ 9 ] |
| 25 maggio 1998   | 27 maggio 2003   | Giuseppe Salvatore Costanza | lista civica         | Sindaco | [ 9 ] |
| 27 maggio 2003   | 20 febbraio 2004 | Antonino Dimino             | lista civica         | Sindaco | [ 9 ] |
| 20 febbraio 2004 | 17 giugno 2008   | Luigi Calderone             | lista civica         | Sindaco | [ 9 ] |
| 17 giugno 2008   | 11 giugno 2013   | Luigi Calderone             | lista civica         | Sindaco | [ 9 ] |
| 11 giugno 2013   | 7 giugno 2018    | Marco Francesco Albiano     |                      | Sindaco | [ 9 ] |

### Altre informazioni amministrative
Cefalà Diana ha costituito, insieme a Godrano, la cosiddetta unione dei comuni "Dalle Terme Arabe ad Oltre Alpe Cucco".
Essa ha l'obiettivo della condivisione delle risorse, della valorizzazione del territorio comune e dell'ottimizzazione dei servizi.

## Infrastrutture e trasporti
Il Comune è interessato dalle seguenti direttrici stradali:

## Galleria d'immagini

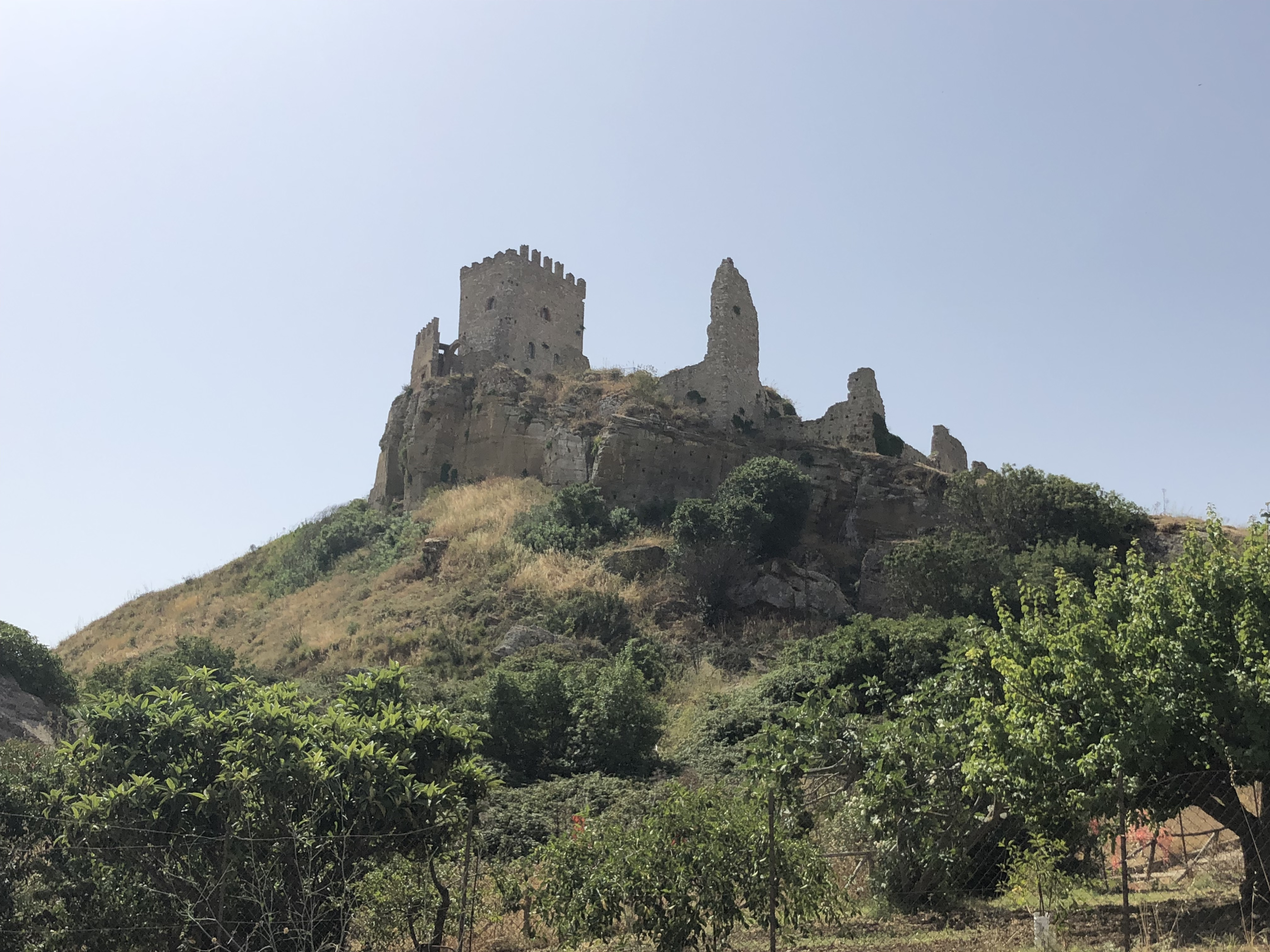
Castello di Cefalà Diana
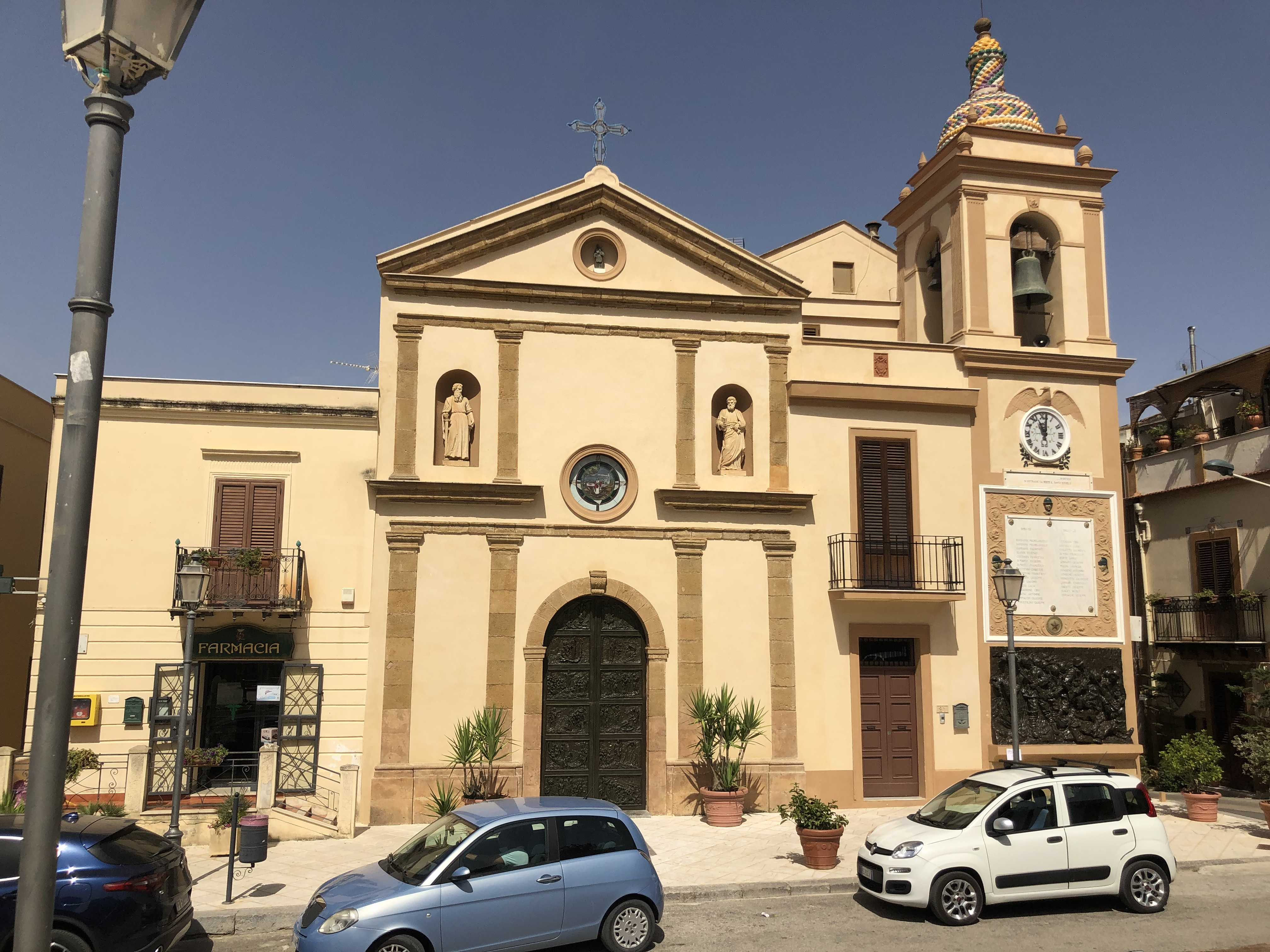
Chiesa di San Francesco di Paola
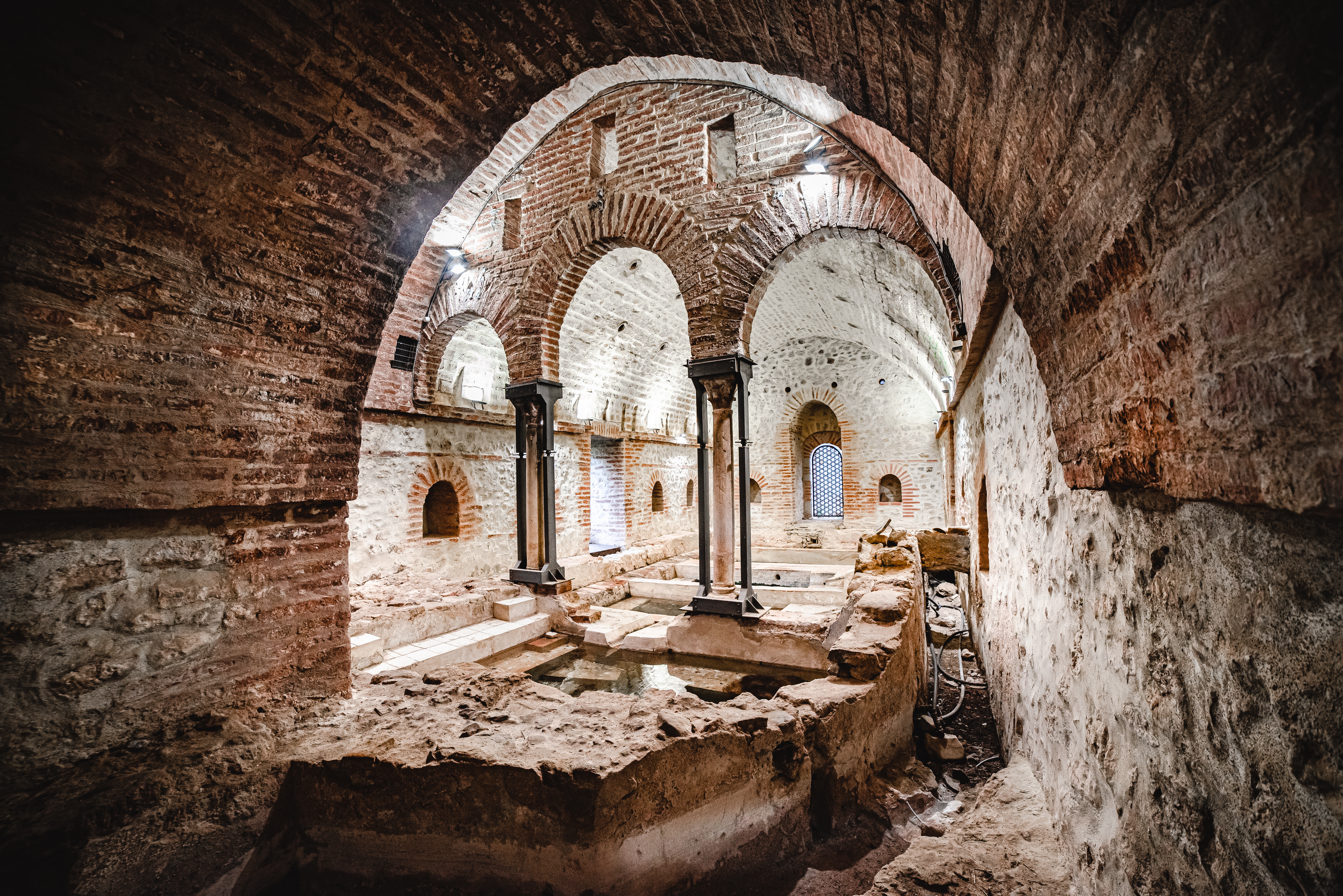
Bagni arabi - trifora
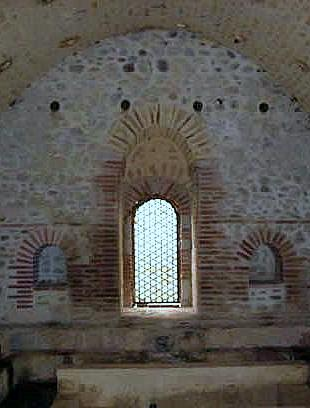
Bagni arabi - finestra e nicchie